# 32854 Sekitakayuki
32854 Sekitakayuki è un asteroide della fascia principale. Scoperto nel 1992, presenta un'orbita caratterizzata da un semiasse maggiore pari a 2,602075 UA e da un'eccentricità di 0,268360, inclinata di 6,184616° rispetto all'eclittica. Ha un diametro di 4,215 km e un'albedo di 0,228.
Takayuki Seki è un esperto nella progettazione di telescopi astronomici. Come membro del Progetto Osservatorio di Atacama dell'Università di Tokyo in Cile, ha contribuito alla progettazione e alla realizzazione dei telescopi da 1 m e 6,5 m, completati nell'aprile 2024.